# جون ك. ديك
جون ك. ديك (بالإنجليزية: John C. Dick) هو شخصية أعمال وسياسي أمريكي، ولد في 12 يناير 1824، وتوفي في 19 ديسمبر 1910. حزبياً، نشط في الحزب الديمقراطي. وقد انتخب عضو جمعية ولاية ويسكونسن.